# Chrysopa domingensis
Chrysopa domingensis är en insektsart som beskrevs av Banks 1941. Chrysopa domingensis ingår i släktet Chrysopa och familjen guldögonsländor. Inga underarter finns listade i Catalogue of Life.